# 全哲煥
全 哲煥（チョン・チョルファン、朝鮮語: 전철환/全哲煥、1938年8月6日 - 2004年6月18日）は、大韓民国の公務員、銀行家、経済学者。第21代韓国銀行総裁。
本貫は天安全氏。

## 経歴
日本統治時代の全羅北道益山郡（現・益山市）出身。全州高等学校を経て、ソウル大学校商科大学に進学した。在学中の1960年に第12回高等考試行政科に合格し、翌年に卒業後、マンチェスター大学大学院に進学、修了した。1963年から1975年まで経済企画院交通部重化学工業企画団に勤務し、翌年から1998年まで忠南大学校経済学科の教授を務めた。1983年から1989年まで金融通貨運営委員を務め、1995年から1998年まで韓国経済発展学会の会長を歴任した。1998年3月6日から2002年3月31日まで韓国銀行の第21代総裁を歴任し、晩年は公的資金管理委員会委員長を務めた。心臓病の悪化により65歳で死去した。